# 薩克森-阿爾滕堡的腓特烈 (1801-1870)
薩克森-阿爾滕堡的腓特烈（德語：Friedrich von Sachsen-Altenburg，1801年10月4日—1870年7月1日），薩克森-阿爾滕堡公爵腓特烈的第三子，母親是梅克倫堡-施特雷利茨的夏洛特。

腓特烈終生未婚，1870年於阿爾滕堡去世，享年68歲。